# Ichinotania
Ichinotania es un género de foraminífero bentónico considerado un sinónimo posterior de Insolentitheca de la subfamilia Insolentithecinae, de la familia Archaesphaeridae, de la superfamilia Parathuramminoidea, del suborden Fusulinina y del orden Fusulinida. Su especie tipo era Ichinotania endothyroidea. Su rango cronoestratigráfico abarcaba desde el Carbonífero hasta el Pérmico.

## Discusión
Clasificaciones más recientes incluirían Ichinotania en la familia Insolentithecidae, de la superfamilia Caligelloidea, del suborden Earlandiina, del orden Earlandiida, de la subclase Afusulinana y de la clase Fusulinata. Inicialmente fue incluido en la familia Caligellidae.

## Clasificación
Ichinotania incluía a las siguientes especies:
- Ichinotania endothyroidea †
- Ichinotania epiendothyroidea †